# Ernst von Gagern (Geistlicher)

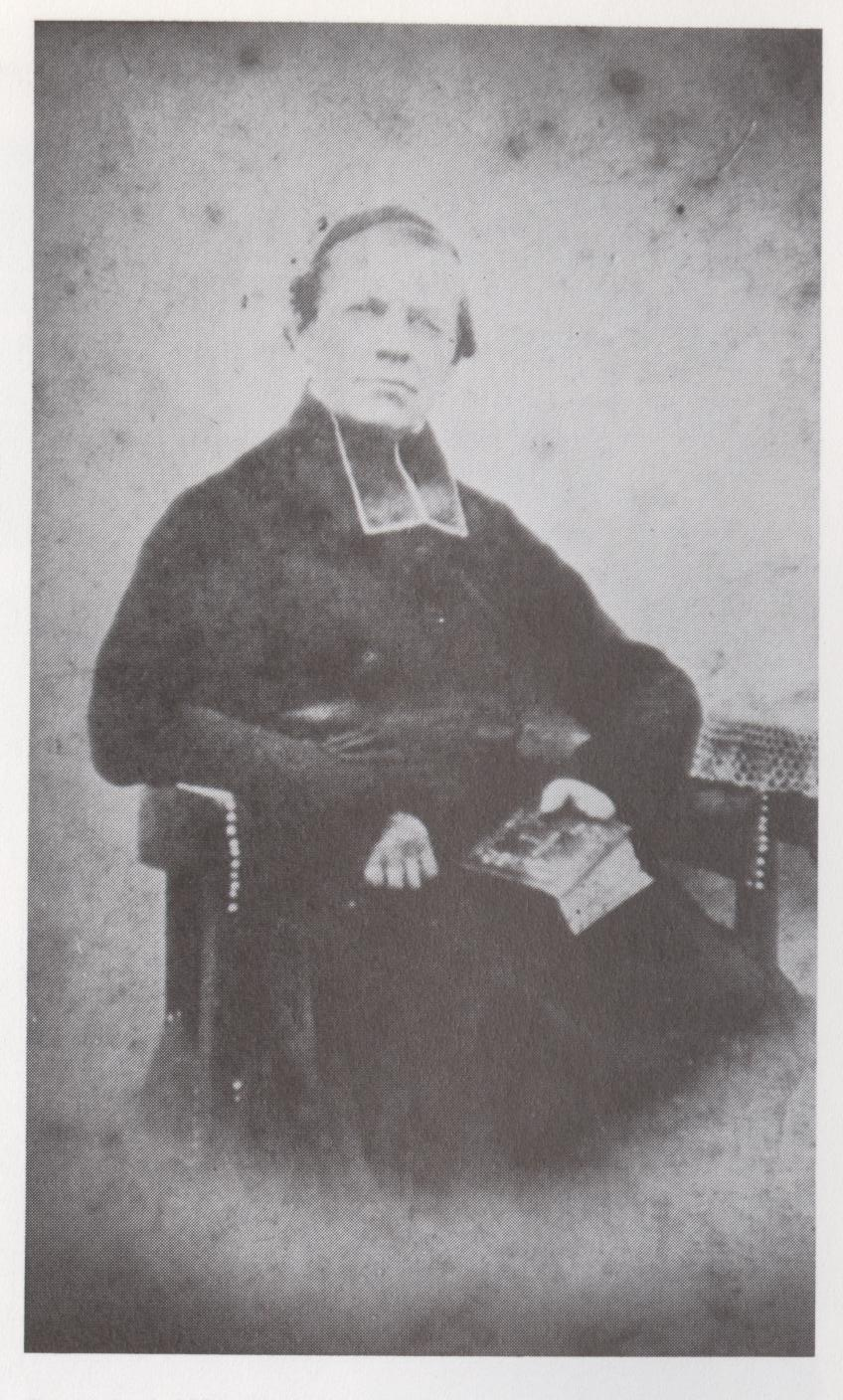
Pfarrer Ernst Freiherr von Gagern (1807–1865)

Ernst von Gagern, auch Johann Ernst von Gagern, (* 6. Januar 1807 in Monsheim; † 6. Juli 1865 in Schifferstadt) war Spross des bekannten deutschen Adelsgeschlechtes von Gagern, Konvertit zur römisch-katholischen Kirche und eine bedeutende Priestergestalt des 19. Jahrhunderts im Bistum Speyer. Er hatte Verbindungen zu hochrangigen Politikern und zu hohen Adelskreisen bis hin zum bayerischen Königshaus.

## Leben

### Herkunft
Er entstammte dem alten rügenschen Adelsgeschlecht von Gagern, das sein Urgroßvater Claudius Mauritius von Gagern nach Süddeutschland verpflanzt hatte. Ernst Freiherr von Gagern wurde auf dem elterlichen Schloss zu Monsheim bei Worms geboren. Sein Vater Karl Christoph Gottlieb von Gagern (* 1743 auf Rügen, † 1825 in Gauersheim) war der letzte pfalz-zweibrückische Obersthofmeister. Als junger Offizier im französischen Fremdenregiment „Royal Deuxponts“, verlor dieser am 8. Juli 1760, im Gefecht bei Korbach gegen die Preußen, ein Bein und man übernahm ihn deshalb als Kriegsversehrten in den höfischen Dienst seines Landes. Für seine Tapferkeit bei Korbach hatte er das Ritterkreuz des Militär-Verdienstordens, der höchsten französischen Tapferkeitsauszeichnung, erhalten. Nach dem Tod seiner ersten Frau Esther von Laroche heiratete er in zweiter Ehe die um 32 Jahre jüngere, bürgerliche Anna Margaretha Burger aus Alzey, die wegen ihrer Anmut auch „die Schöne von Alzey“ hieß. Mit ihr hatte er 3 Söhne, wovon der spätere Priester Ernst von Gagern der älteste war.

### Frühes Leben
Ernst von Gagern wuchs auf Schloss Gauersheim bei Kirchheimbolanden auf und konvertierte 1824, mit 17 Jahren, zur römisch-katholischen Kirche. Schließlich studierte er Theologie am Seminar in Mainz und gehörte noch dem sogenannten Mainzer Kreis an, bzw. war von dessen tiefgläubigen Vertretern geprägt. Am 12. August 1831 erhielt von Gagern in München die Priesterweihe. Bis 1839 war er in Pfarreien des Erzbistums, nämlich in Hohenkammer, Ebersberg, Mühldorf am Inn und in Rosenheim als Cooperator (Kaplan) tätig. Dann wechselte er in die pfälzische Heimat.

### Pfarrer von Ottersheim

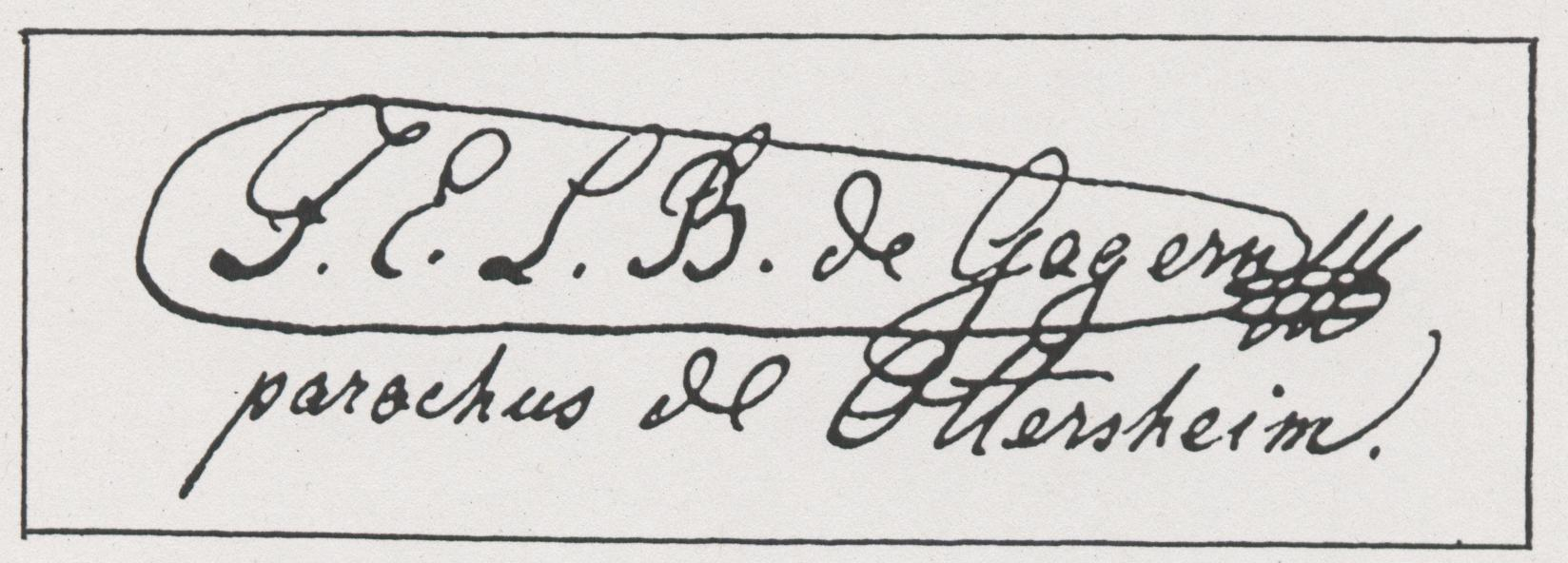
Unterschrift Pf. von Gagern, Kath. Kirchenbuch Ottersheim, 1842. „J.E.L.B. de Gagern, parochus de Ottersheim“ (Johannes Ernestus Liber Baro de Gagern, parochus de Ottersheim = Johann Ernst Freiherr von Gagern, Pfarrer von Ottersheim)

Am 14. März 1839 ernannte Bischof Johann Jakob von Geissel ihn zum Pfarrer von Ottersheim im Donnersbergkreis. Er war ein eifriger, tatkräftiger Seelsorger und verfügte über gute persönliche Kontakte zum bayerischen Königshaus. Deshalb sandte ihn Bischof Nikolaus von Weis, am 4. November 1844 in besonderer Mission nach München. Er sollte dort in den höheren und höchsten Kreisen, bei denen er Zutritt hatte, Spenden für die Erweiterung des Speyerer Klerikalseminars sammeln. Ernst von Gagern brachte innerhalb kurzer Zeit, für diesen Zweck die stattliche Summe von 5201 Gulden und 31 Kreuzern zusammen, wobei er von König Ludwig I. persönlich 1000 Gulden erhielt und später noch einmal zusätzlich 3000 Gulden nachgesandt bekam. 1844/45 musste die alte Ottersheimer Pfarrkirche St. Amandus wegen Baufälligkeit infolge Hangrutschungen abgerissen werden. Unter der maßgeblichen Regie von Pfarrer von Gagern errichtete man an gleicher Stelle eine neue Kirche im byzantinischen Stil, die 1845 von Bischof Nikolaus von Weis geweiht wurde. Kurz danach verließ der Priester die Pfarrgemeinde, wo er 6 Jahre lang segensreich gewirkt hatte. Er hinterließ als Geschenk eine wertvolle Monstranz mit einem Splitter des Kreuzes Christi, mit der noch heute bei den Flurprozessionen der Segen erteilt wird.

### Pfarrer von Schifferstadt
Am 17. Oktober 1845 wurde Ernst von Gagern Pfarrer von Schifferstadt, wo er sich ebenfalls als Kirchenbauer betätigte, da er die mittelalterliche Pfarrkirche St. Jakobus um- bzw. völlig neu erbaute. Dort zog auch seine Mutter zu ihm. Sie starb am 30. März 1859 in Schifferstadt und der Priester ließ ihr einen anrührenden Grabstein mit einer trauernden Marienfigur errichten. Pfarrer von Gagern begrüßte 1848 die für Kirche und Gesellschaft errungenen Freiheiten. Er wurde zu einer führenden Persönlichkeit des erwachenden politischen Katholizismus und er war der erste Geistliche der Diözese Speyer, der in seiner Pfarrei einen „Pius-Verein“ gründete. Diese, nach dem damaligen Papst Pius IX. benannten Vereine untersuchten die neu gewährten Rechte, setzten sie zum Nutzen der Kirche um und wachten über deren Einhaltung. In diesem Rahmen gehört er auch zu den Mitbegründern des Pilgers, das Speyerer Bistumsblatt und älteste noch existierende katholischen Zeitung. Ebenso entschieden wie Ernst von Gagern die rechtmäßigen Freiheiten für Kirche und Gesellschaft begrüßte, lehnte er die gewalttätigen und immer mehr auch gegen den Katholizismus gerichteten Auswüchse der Revolution ab. Außerdem hegte er eine aufrichtige Zuneigung zum königlichen Haus, das den Katholizismus in der Pfalz nachhaltig unterstützte. Vor diesem Hintergrund muss man die Verfolgung seiner Person durch revolutionäre Anführer in Schifferstadt sehen. Der Bierbrauer Ignatz May inszenierte z. B. am 20. Mai 1849 einen Tumult beim Gottesdienst in St. Jakobus, Schifferstadt, da Pfarrer von Gagern zum Ende der Messe – wie meistens in dieser Zeit – die Königshymne hatte intonieren lassen. May vertrieb mit seinen Revolutionären den Organisten von der Orgel und störte nachhaltig den Gottesdienst. Außerdem bedrohte er von Gagern öffentlich am 18. Juni 1849, indem er äußerte, er werde „den schlechten Pfaffen in drey Tagen todtschießen“, wenn die Franzosen zu seiner Unterstützung angekommen seien. Dass sich der Geistliche aber nötigenfalls auch mit der königlichen Obrigkeit anlegen konnte, zeigt ein im Landesarchiv Speyer dokumentierter Fall aus dem Jahre 1855, als er den Schifferstadter Polizeidiener recht rüde zurechtwies und einen geharnischten Brief an das zuständige Bezirksamt in Speyer schrieb, da die Behörde gegen einen schon lange andauernden, öffentlich bekannten Konkubinatsfall, nicht mit der erforderlichen Entschiedenheit vorgehe. Pfarrer von Gagern ließ 3 Volksmissionen halten (1852, 1854 und 1858) und erreichte durch seinen Eifer eine religiöse Erneuerung seiner Gemeinde. Die Pfarrei Schifferstadt galt damals als eine der größten und arbeitsaufwändigsten des Bistums.

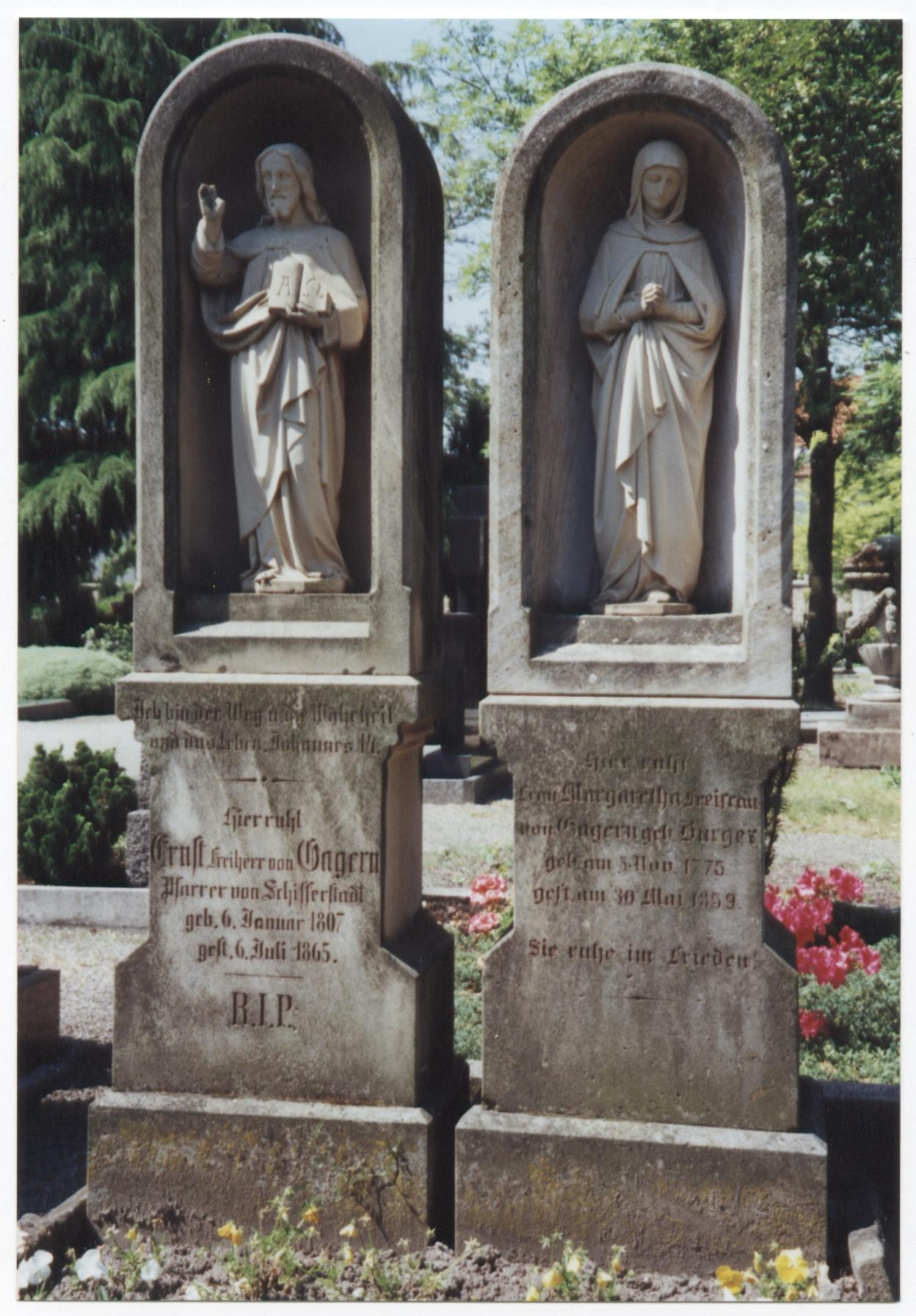
Doppelgrab, Pfarrer Ernst von Gagern (links) und seiner Mutter (rechts), Alter Friedhof Schifferstadt

Ernst von Gagern überlebte seine Mutter nur um 6 Jahre und verstarb in Schifferstadt, nach zweijähriger Krankheit, am 6. Juli 1865; er war erst 58 Jahre alt. Man bestattete ihn unmittelbar neben der Mutter und ließ ihm einen gleich gestalteten Grabstein setzen, jedoch mit einer segnenden Christusstatue. Beide Gräber sind noch auf dem alten Friedhof in Schifferstadt erhalten und seit ca. 30 Jahren trägt in der Gemeinde eine Straße den Namen des verdienstvollen Geistlichen.
Der spätere Priester und bayerische Landtagsabgeordnete Jakob Reeb (1842–1917) war einer seiner Zöglinge.

## Familienumfeld
Pfarrer von Gagerns (Halb-)Bruder (aus der 1. Ehe seines Vaters) Hans Christoph Ernst von Gagern (1766–1852), war Ministerpräsident des Fürsten von Nassau-Weilburg, 1815 niederländischer Gesandter auf dem Wiener Kongress, 1816–18 luxemburgischer Gesandter beim Deutschen Bundestag und später hessischer Landtagsabgeordneter.
Bei dessen Sohn Heinrich von Gagern (1799–1880), hessischer Landtagsabgeordneter, 1848 Hessischer Ministerpräsident, 1848/49 Präsident des Paulskirchenparlaments und schließlich (1864–72) hessischer Gesandter in Wien, fungierte der Onkel, Pfarrer Ernst von Gagern, als Trauzeuge anlässlich der (bürgerlichen) Eheschließung am 18. Juli 1839, in Freinsheim. Er konvertierte 1870 ebenfalls zur katholischen Kirche.